# Абондан
Абонда́н (фр. Abondant, фр. вимова: [abɔ̃dɑ̃] ( прослухати)) — муніципалітет у Франції, у регіоні Центр — Долина Луари, департамент Ер і Луар. Населення — 2427 осіб (01.01.2021).
Муніципалітет розташований на відстані близько 70 км на захід від Парижа, 105 км на північ від Орлеана, 37 км на північ від Шартра.

## Демографія
Динаміка населення (INSEE ):
Розподіл населення за віком та статтю (2006):
| Стать | Всього | До 15 років | 15-24 | 25-44 | 45-64 | 65-85 | Понад 85 |
| --- | ------ | ----------- | ----- | ----- | ----- | ----- | -------- |
| Чоловіки | 1036   | 264         | 156   | 236   | 248   | 124   | 8        |
| Жінки | 968    | 172         | 68    | 268   | 236   | 172   | 52       |
| \| Статево-вікова піраміда \| Статево-вікова піраміда \| Статево-вікова піраміда \| \| ----------------------- \| ----------------------- \| ----------------------- \| \| Чоловіки \| Вік \| Жінки \| \| 8 \| 85 + \| 52 \| \| 24 \| 80-84 \| 36 \| \| 24 \| 75-79 \| 48 \| \| 40 \| 70-74 \| 40 \| \| 36 \| 65-69 \| 48 \| \| 32 \| 60-64 \| 40 \| \| 84 \| 55-59 \| 64 \| \| 44 \| 50-54 \| 52 \| \| 88 \| 45-49 \| 80 \| \| 96 \| 40-44 \| 104 \| \| 76 \| 35-39 \| 84 \| \| 40 \| 30-34 \| 52 \| \| 24 \| 25-29 \| 28 \| \| 40 \| 20-24 \| 20 \| \| 116 \| 15-20 \| 48 \| \| 132 \| 10-14 \| 80 \| \| 68 \| 5-9 \| 60 \| \| 64 \| 0-4 \| 32 \| |        |             |       |       |       |       |          |
| Статево-вікова піраміда |        |             |       |       |       |       |          |
| Чоловіки | Вік    | Жінки       |       |       |       |       |          |
| 8 | 85 +   | 52          |       |       |       |       |          |
| 24 | 80-84  | 36          |       |       |       |       |          |
| 24 | 75-79  | 48          |       |       |       |       |          |
| 40 | 70-74  | 40          |       |       |       |       |          |
| 36 | 65-69  | 48          |       |       |       |       |          |
| 32 | 60-64  | 40          |       |       |       |       |          |
| 84 | 55-59  | 64          |       |       |       |       |          |
| 44 | 50-54  | 52          |       |       |       |       |          |
| 88 | 45-49  | 80          |       |       |       |       |          |
| 96 | 40-44  | 104         |       |       |       |       |          |
| 76 | 35-39  | 84          |       |       |       |       |          |
| 40 | 30-34  | 52          |       |       |       |       |          |
| 24 | 25-29  | 28          |       |       |       |       |          |
| 40 | 20-24  | 20          |       |       |       |       |          |
| 116 | 15-20  | 48          |       |       |       |       |          |
| 132 | 10-14  | 80          |       |       |       |       |          |
| 68 | 5-9    | 60          |       |       |       |       |          |
| 64 | 0-4    | 32          |       |       |       |       |          |

## Економіка
2010 року серед 1338 осіб працездатного віку (15—64 років) 1024 були активними, 314 — неактивними (показник активності 76,5%, у 1999 році було 71,3%). З 1024 активних мешканців працювало 947 осіб (505 чоловіків та 442 жінки), безробітними було 77 (37 чоловіків та 40 жінок). Серед 314 неактивних 138 осіб було учнями чи студентами, 103 — пенсіонерами, 73 були неактивними з інших причин.

У 2010 році в муніципалітеті числилось 774 оподатковані домогосподарства, у яких проживали 2174,5 особи, медіана доходів виносила 22 401 євро на одного особоспоживача

## Українці в Абондані
У 1952 р. у палаці XVII століття Міжнародною організацією у справах біженців (ІРО — від англ. International Refugee Organisation; IRO) та французьким урядом засновано Табір для біженців та українських емігрантів. Пізніше до табору почали підселяти грузинів, козаків-самостійників, росіян, що призводило до конфліктів поміж мешканцями.
При таборі існували церква, хор, бібліотека. Абондан відвідували Митрополит Полікарп, Архієпископ Мстислав (Скрипник).
На місцевому кладовищі були поховані мешканці цієї установи Іван Рудичів; член Української Центральної Ради Григорій Довженко; Хома Данилович Якимчук; Ганна Совачева; археолог, професор Олександер Лагутенко, Тихий Прокіп; генерал Армії УНР Володимир Савченко-Більський; полковники Армії УНР Володимир Григораш та Іван Кирей; вояки Армії УНР Павло Стецюренко; Дем'ян Берещенко; Юхим Бережний; Володимир Буткевич; Григорій Різниченко; Євген Павлюк; дружина Миколи Порша Олександра Порш; Микола Дмитрівський; Ігнат Івашко; Ілько Максимів; Іларіон Сільченко та інші.
У 1970 — 1980-х рр. більшість із них було перепоховано на кладовищі Везін-Шалет.